# Degeberga landsfiskalsdistrikt
Degeberga landsfiskalsdistrikt var 1918-1951 ett landsfiskalsdistrikt i Kristianstads län, bildat när Sveriges indelning i landsfiskalsdistrikt trädde i kraft den 1 januari 1918, enligt beslut den 7 september 1917. När Sveriges nya indelning i landsfiskalsdistrikt trädde i kraft den 1 januari 1952 (enligt kungörelsen 1 juni 1951) upplöstes distriktet och dess område överfördes till landsfiskalsdistrikten Brösarp och Tollarp.
Landsfiskalsdistriktet låg under länsstyrelsen i Kristianstads län.

## Ingående områden
När Sveriges nya indelning i landsfiskalsdistrikt trädde i kraft den 1 oktober 1941 (enligt kungörelsen den 28 juni 1941) tillfördes Köpinge landskommun från det upplösta Vä landsfiskalsdistrikt.

### Från 1918
Gärds härad:
- Degeberga landskommun
- Everöds landskommun
- Huaröds landskommun
- Hörröds landskommun
- Maglehems landskommun
- Vittskövle landskommun
- Östra Sönnarslövs landskommun

### Från 1 oktober 1941
Gärds härad:
- Degeberga landskommun
- Everöds landskommun
- Huaröds landskommun
- Hörröds landskommun
- Köpinge landskommun
- Maglehems landskommun
- Vittskövle landskommun
- Östra Sönnarslövs landskommun